# Organització Internacional de la Vinya i el Vi

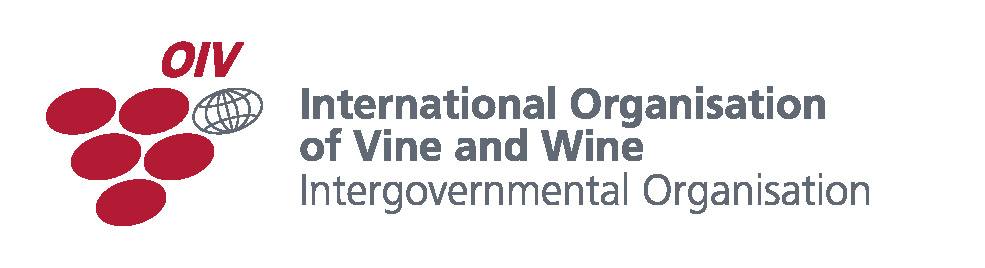
Logo de l'OIV en anglès

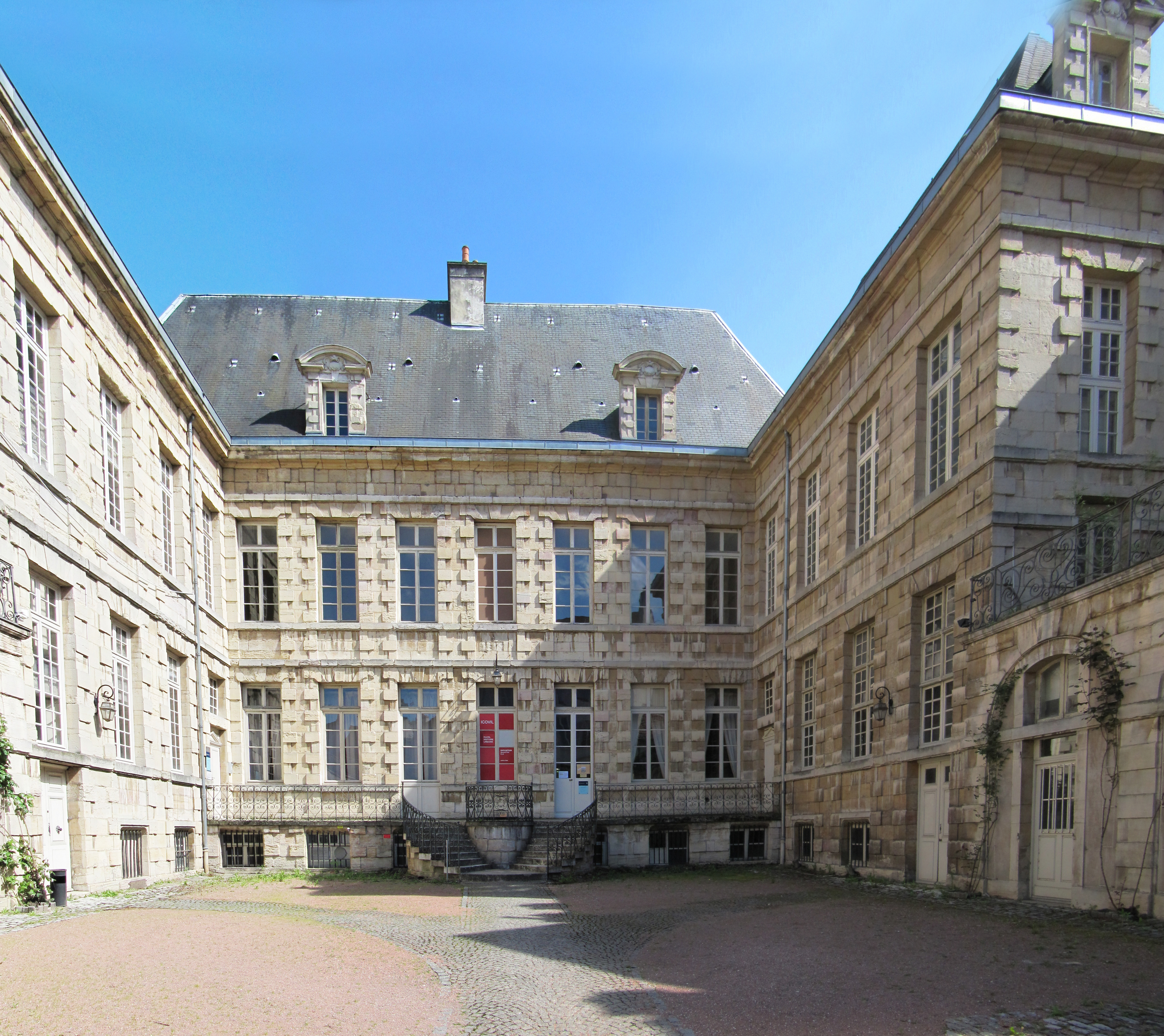
Actual seu de l'OIV a Dijon (Hôtel Bouchu)

L'Organització Internacional de la Vinya i el Vi (OIV), originalment en francès Office International du Vin, és una organització Intergovernamental creada el 1924 que té com a objectiu proporcionar a aquells països productors de raïm (sigui per a producció de vi com per a raïm de taula) i de vi informació per al desenvolupament de normes, minimitzar obstacles al comerç entre països, promoure la producció sostenible i protegir al consumidor. L'OIV També gestiona bases de dades i estadística per tal d'elaborar informes i compendis utilitzats per a tot el sector.
L'organització compta amb 50 estats membres i 18 Observadors. La seva seu central es trobava a París des de la seva creació, però el 2019 es va decidir traslladar-la a Dijon. Aquest trasllat es completarà el 2024. El finançament de l'OIV s'estima al voltant dels 2.5 milions d'euros anuals que provenen majoritàriament dels Estats membres i dels observadors.
L'estructura de l'OIV es basa en sis òrgans principals(Assemblea General, el Comitè Executiu, la Mesa Executiva, el Comitè científic i tècnic, el Director General i el Secretariat General de l'OIV) i altres de secundaris com les comissions, subcomissions i grups d'experts. Està dividida en 4 comissions principals: Viticultura i raïm de taula, enologia i mètodes d'anàlisi, Economia i Dret i Salut i Seguretat. A més cadascuna d'aquests comissions està dividida en subcomissions d'àmbits més específics.

## Història[6]
Entre el 22 i el 30 d'octubre de 1874 va tenir lloc el primer esdeveniment internacional que tenia com a objectiu organitzar el sector de la vinya. Després de l'arribada de la plaga de la fil·loxera a Europa els viticultors de 5 països (França, Itàlia, Suïssa, Àustria i Alemanya) van reunir-se a Montpeller per tal d'abordar el tema de la plaga.
Després de la plaga de la fil·loxera, el sector vitivinícola ha hagut de fer front a altres problemes com les practiques fraudulentes tant en l'etiquetatge com en la producció de vi, l'augment descontrolat de la producció degut a l'increment de plantacions en el Nou món, i els aranzels en el comerç de raïm i vi. Fou per això que entre el 1908 i 1909 es celebraren dos congressos (Ginebra i París) en els quals s'establí la primera definició de “vi” per tal d'evitar pràctiques fraudulentes que poden ser negatives tant per als productors (deteriorament de la marca) com per a la seguretat alimentària del consumidor.
Després de la Primera Guerra Mundial, va tenir lloc una altra conferència internacional que tenia com a objectiu revisar els aranzels i regular les condicions de comerç transfrontener. Durant aquesta conferència s'establí la necessitat de la creació d'una Organització internacional que pogués arbitrar els diferents conflictes que poguessin sorgir entre països productors, importadors i exportadors de raïm i vi. Així doncs, l'any 1922 la Société d'Encouragement à l'Agriculture (França) suggereix la creació d'una organització internacional del vi conformada per els representants d'Itàlia, Grècia, Espanya, Portugal, França, Hongria, Luxemburg i Tunísia.
El 29 de Novembre de 1924 a París, es celebra una conferència on es signa l'acord per crear una Oficina Internacional del Vi a París que no es posa en funcionament fins al 1927 després d'obtenir les 5 ratificacions de països necessàries. El juny del 1928 es publicà el primer Butlletí oficial de l'OIV en que es recollia la primera enquesta que permetia fer un esborrany de l'estat de la vitivinicultura a nivell mundial incloent els països importadors i els exportadors. Altres avenços abans de la Segona Guerra Mundial van incloure l'elaboració d'un compendi Internacional per a l'anàlisi de vins (1935), l'increment de països membres a disset (1938) i a celebració de diferents Congressos Internacionals de la Vinya i el Vi.
Després de la Segona Guerra Mundial, l'OIV va continuar existint tot i la creació de la FAO per part de l'Organització de les Nacions Unides. El 1946 es confirma la represa de l'activitat de l'organització amb un Congrés celebrat a Istanbul el 1947. La segona meitat del segle xx va permetre a l'OIV treballar sobre altres aspectes tècnics de la vitivinicultura com les varietats, el terroir, el genoma de la vinya i els tractaments a fer per part dels viticultors i altres aspectes legals com les Denominacions d'origen i la regulació de la producció de vi.
Durant els anys 60 i 70 l'OIV van realitzar-se un seguit de canvis per tal de modernitzar-ne l'estructura i aprofitar els progressos científics que s'estaven duent a terme en el món de la viticultura i la enologia. En l'organització es creen diferents comissions que reunien experts en la matèria i científics, un Comitè Tècnic i a més es dissenya un programa d'Estudis per la formació d'Enòlegs i un Codi de bones pràctiques enològiques.

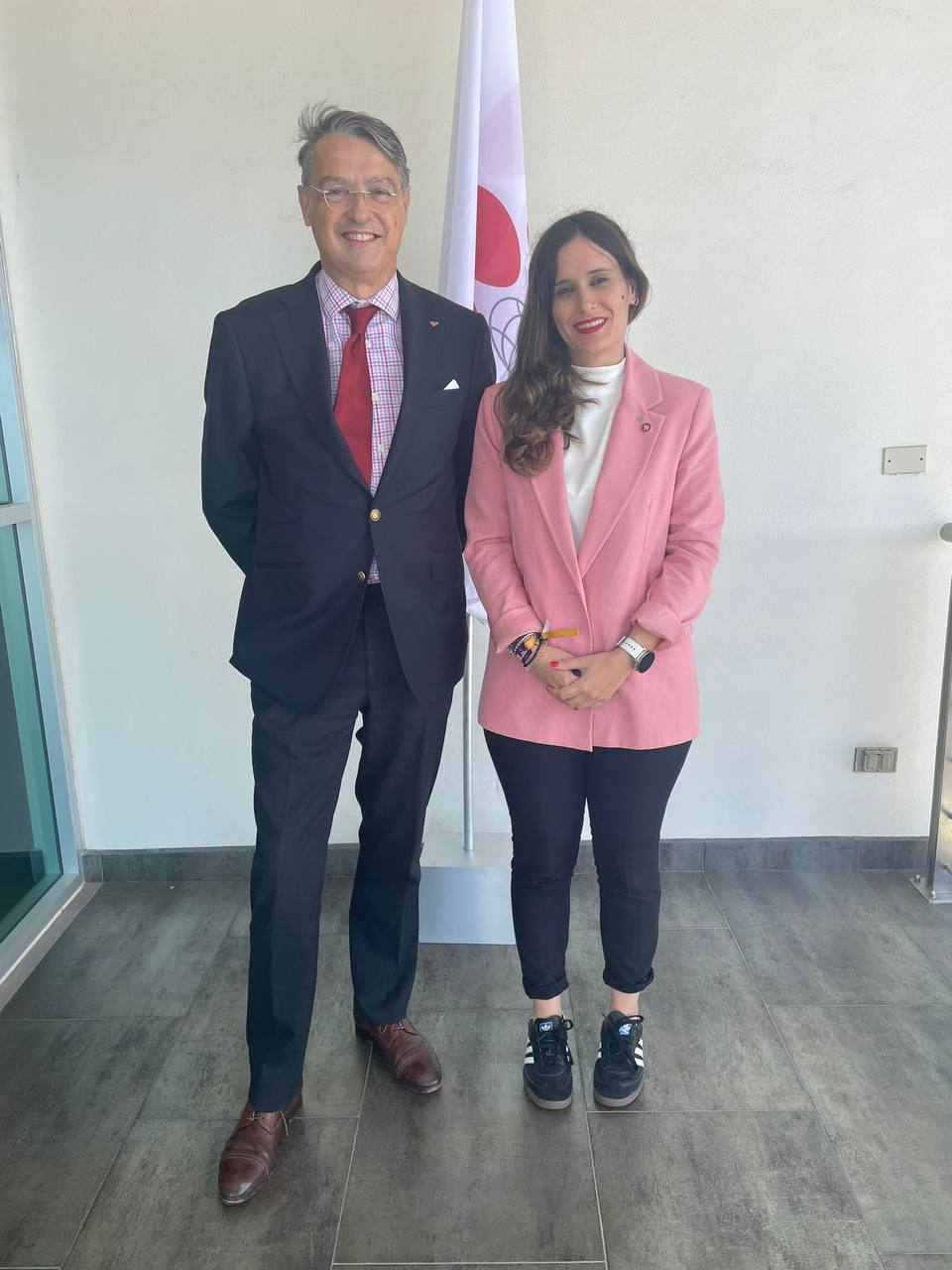
Pau Roca Director de l'OIV (2019-2023) amb la directora de l'INCAVI Alba Balcells

El 2001, i després d'assolir la xifra de quaranta vuit estats membres, es celebrà la 4.ª Conferència Internacional dels Estats membres de la Oficina Internacional de la Vinya i el Vi en que es va decidir canviar el nom a l'actual Organització Internacional de la Vinya i el Vi. En aquest congrés l'OIV quedava definida com “[...]una Organització Intergovernamental de caràcter científic i tècnic de competències reconegudes en l'àmbit de la vinya, el vi, les begudes a base de vi, el raïm de taula, les panses i altres productes derivats de la vinya”.
El 2019 l'OIV va ser dirigida per primera vegada per un català, el reusenc Pau Roca va desenvolupar les tasques de Director General fins a la seva defunció a finals de l'any 2023.
El juny del 2023 es va celebrar el 44è Congrès Mundial de la Vinya i el Vi a Jerez, Espanya, fet que va servir d'inauguració de l'Any Internacional de la Vinya i el Vi, coincidint amb els 100 anys de la creació de l'OIV.

## Estats membres

Mapa dels Estats membres

Els cinquanta Estats que formen part de l'OIV a l'Àfrica (Algèria, Marroc i República de Sud-àfrica), Amèrica (Argentina, Brasil, Mèxic, Perú, Uruguai, Xile), Àsia (Armènia, Azerbaidjan, Índia, Israel, Líban, Rússia, Uzbekistan), Europa (Alemanya, Àustria, Bèlgica, Bòsnia i Hercegovina, Bulgària, Croàcia, Eslovàquia, Eslovènia, Espanya, França, Geòrgia, Grècia, Hongria, Itàlia, Luxemburg, Malta, Moldàvia, Montenegro, Noruega, Països Baixos, Portugal, Regne Unit, República de Macedònia del Nord, Romania, Sèrbia, Suècia, Suïssa, Turquia, Txèquia, Ucraïna, Xipre) i Oceania (Austràlia i Nova Zelanda).
Les entitats observadores inclouen territoris com la Unió Europea, Yantai (Xina) prefectura, Regió Autònoma de Ningxia Hui i Texas i associacions relacionades amb l'enologia (International Wine Law Association, Amorim Academie, Assembly of European Wine-producing Regions, International University Association of Wine, Centre for Research, Environmental Sustainability and Advancement of Mountain Viticulture (CERVIM), International Federation of Wines and Spirits, Oenoppia-Oenological Products and Practices International Association, Unió internacional d'Enolegs (Union Internationale des Œnologues), Associació Internacional de Sommeliers (Association de la Sommellerie Internationale), Federació Internacional de competicions de vins i espirituosos, Wine in Moderation, Assocació Lien de la vigne i Wine Origins Alliance).

## Llista de presidents i directors generals
L'OIV es presidida per l'italià Luigi Moio des del 2021 i dirigida pel neozelandès John Barker des de 2024.
| President                     | País       | Període         | Director General      | País         | Període         |
| ----------------------------- | ---------- | --------------- | --------------------- | ------------ | --------------- |
| Edouard Barthe                | França     | 1923-1949       | Léon Douarche         | França       | 1923-194?       |
| Pierre Le Roy de Boiseaumarie | França     | 1949-1963       | Basile Samarakis      | França       | 194?-1956       |
| Félix Aguinaga                | Argentina  | 2000-2003       | Georges Dutruc-Rosset | França       | 1997-2004       |
| Reiner Wittkowski             | Alemanya   | 2003-2006       | Georges Dutruc-Rosset | França       | 1997-2004       |
| Reiner Wittkowski             | Alemanya   | 2003-2006       | Federico Castellucci  | Itàlia       | 2004-2014       |
| Peter Hayes                   | Austràlia  | 2006-2009       | Federico Castellucci  | Itàlia       | 2004-2014       |
| Yves Bénard                   | França     | 2009-2012       | Federico Castellucci  | Itàlia       | 2004-2014       |
| Claudia Quini                 | Argentina  | 2012-2015       | Federico Castellucci  | Itàlia       | 2004-2014       |
| Claudia Quini                 | Argentina  | 2012-2015       | Jean-Marie Aurand     | França       | 2014-2018       |
| Monika Christmann             | Alemanya   | 2015-2018       | Jean-Marie Aurand     | França       | 2014-2018       |
| Regina Vanderlinde            | Brasil     | 2018-2021       | Pau Roca              | Espanya      | 2019-2023       |
| Luigi Moio                    | Itàlia     | 2021-2024       | Pau Roca              | Espanya      | 2019-2023       |
| Yvette van der Merwe          | Sud-àfrica | 2024-actualitat | John Barker           | Nova Zelanda | 2024-actualitat |

## Congrés Mundial de la Vinya i el Vi
Aquest Congres d'Àmbit científic internacional es celebra de forma anual en un dels països membres de l'OIV. Aquest Congres té com a objectius fomentar l'avenç científic i la cooperació internacional entre diferents investigadors del món de la viticultura i la enologia.
- 45è-2024- Dijon (França)[24]
- 44è-2023- Cadis/Jerez (Espanya)
- 43è-2022- Baja California (Mèxic)
- 42è-2021- Gènova (Suïssa)
- 41è-2018- Punta del Este (Uruguai)
- 40è- 2017- Sofia (Bulgària)
- 39è- 2016 Bento Gonçalves (Brasil)
- 38è-2015 Mainz (Alemanya)
- 37è- 2014 Mendoza (Argentina)